# Trichosporum macrosporum
Trichosporum macrosporum är en svampart som beskrevs av G. Arnaud 1954. Trichosporum macrosporum ingår i släktet Trichosporum och familjen Piedraiaceae.   Inga underarter finns listade i Catalogue of Life.